# North Carolina Zoo
North Carolina Zoo, voorheen North Carolina Zoological Park, is de officiële dierentuin van de staat North Carolina. Deze dierentuin is een van de twee staatsdierentuinen in de Verenigde Staten; de andere is de Minnesota Zoo.
Het Park is gelegen nabij Asheboro op zo'n 110 kilometer ten westen van de hoofdstad Raleigh en bijna even ver ten noordoosten van Charlotte. De situering, ver van de belangrijkste bevolkingconcentraties, heeft zowel positieve -meer ruimte- als negatieve kanten -minder bezoekers.
De dierentuin werd in 1976 geopend en bestaat uit twee continenten. Het oudste deel is Afrika, waar men een Afrikaans dorpje heeft nagebootst. Er zijn leeuwen, Afrikaanse wilde honden, witte neushoorns, en een groot gebied met antilopen, zebra's en struisvogels. Er is een vogelhuis met Afrikaans regenwoud met vrij vliegende vogels.
Het nieuwere deel van de dierentuin heet Noord-Amerika en concentreert zich op dieren van het eigen continent. Er is veel gedaan om dieren van de kust zowel boven, op als onder water aan de bezoeker te tonen. Dat geldt voor de ijsberen, de Californische zeeleeuwen, de otters maar ook voor de zeekoeten en papegaaiduikers. De dierentuin is nauw betrokken bij het herinvoeringprogramma voor de rode wolf, een inheemse soort die sinds 1970 nog slechts in gevangenschap voorkomt. Ook de Amerikaanse woestijn komt aan bod met een huis met veel cacteeën, vogels en reptielen in vrije toestand.